# HD16723
HD16723 — хімічно пекулярна зоря спектрального класу A5, що має видиму зоряну величину в смузі V приблизно 6,7.
Вона  розташована на відстані близько 662,9 світлових років від Сонця.